# Alfred Pfalzgraf
Alfred Pfalzgraf (1931-2002) est un homme politique alsacien, conseiller général du Bas-Rhin et maire de Niederbronn-les-Bains.

## Biographie
Il est le fils de Adolphe Pfalzgraf (1906-1998) et Sophie Stoffel (1905-1976).
Fondé de pouvoirs au service du personnel des entreprises de Dietrich et Cie, il s'est engagé en politique dès 1971, en tant que conseiller municipal. Il devient ensuite maire de 1977 à 1995 et conseiller général, de 1978 à 1998 (président de la commission des finances). En 1986, il est l'un des initiateurs (avec Robert Grossmann) d'une scission du RPR en Alsace (RPRA puis RPA), qui présente des candidats dissidents aux élections législatives et régionales.
Durant plus de deux décennies, il a également exercé de nombreuses autres responsabilités. Entre autres celles de président de la charte intercommunale de développement et d'aménagement du canton de Niederbronn-les-Bains, du C.A.U.E (conseil d'architecture, d'urbanisme et de l'environnement), de l'association des maires des communes forestières du Bas-Rhin, du Haut-Rhin et de Moselle.
Au niveau national il était vice-président du conseil d'administration de l'ONF (office national des forêts) et membre du comité-directeur de la fédération nationale des communes forestières de France.
Il est titulaire de la médaille d'argent de Jeunesse et Sports, titulaire des Palmes académiques et du Mérite agricole, chevalier dans l'Ordre national du Mérite et chevalier de la Légion d'honneur.
Alfred Pfalzgraf s'est tout particulièrement impliqué dans le domaine sportif et associatif (président de l'ASCPA pendant 17 ans, FFEPMM, Club Vosgien…). Il a œuvré pour le rapprochement franco-allemand en particulier par la mise en place des "camps de Pentecôte", regroupant une fois par an les jeunes du Club Vosgien et du Pfälzer Wald Verein. Il a aussi été l'initiateur et le promoteur de l'activité ski au Club vosgien.
Marié en 1952 à Marcelle Guiot (1928-2000), il a eu trois enfants, Pierre (1952-2012), Claire-Lise (1958) et François (1965) et neuf petits enfants.

## Distinctions
- Chevalier de la Légion d'honneur
- Chevalier de l'ordre des Palmes académiques
- Chevalier de l'ordre du Mérite agricole